# Un endroit inconvénient
Un endroit inconvénient est un livre de Jonathan Littell et Antoine d’Agata, publié en 2023. Il traite d'évènements ayant eu lieu lors de la guerre en Ukraine.

## Thème
Le livre retrace le déroulement de plusieurs massacres en Ukraine, en particulier celui de Boutcha,,,,,,.

## Publication
Le livre de Jonathan Littell et Antoine d’Agata est publié en octobre 2023 chez Gallimard.